# Villazon Airport
Villazon Airport är en flygplats i Bolivia.   Den ligger i departementet Potosí, i den södra delen av landet, 300 km söder om huvudstaden Sucre. Villazon Airport ligger 3 482 meter över havet.
Terrängen runt Villazon Airport är lite kuperad. Närmaste större samhälle är Villazón, 6,0 km sydost om Villazon Airport.
Omgivningarna runt Villazon Airport är i huvudsak ett öppet busklandskap. Runt Villazon Airport är det mycket glesbefolkat, med 6 invånare per kvadratkilometer.